# NGC 6521
NGC 6521 (również PGC 61121 lub UGC 11061) – galaktyka eliptyczna (E), znajdująca się w gwiazdozbiorze Smoka. Odkrył ją Heinrich Louis d’Arrest 27 października 1861 roku. Należy do galaktyk Seyferta.
W galaktyce tej zaobserwowano supernową SN 2009hs.